# Moratoria
Il termine moratoria, in diritto, indica la sospensione, o la proroga della scadenza, concesse per legge, di una obbligazione, nel caso in cui siano sopraggiunte circostanze eccezionali.
Un esempio tipico è quello delle richieste avanzate da molti attivisti dei diritti degli animali finalizzate alla cessazione di attività a danno di specie in via di estinzione. Queste sospensioni vietano a chi pratica tali attività il proseguimento delle stesse, almeno per un periodo di tempo limitato. Altri casi frequenti riguardano deforestazioni, sfruttamento del sottosuolo o test nucleari.

## Branche del diritto

### Diritto privato
Nel diritto privato, il classico esempio di moratoria è il ritardo di un pagamento scaduto. Un ufficio legale, solitamente un giudice, può ordinare una simile sospensione in alcuni casi eccezionali, normalmente quando il debitore è finanziariamente impossibilitato a completare la transazione.